# Ugniewo
Ugniewo – wieś sołecka w Polsce położona w województwie mazowieckim, w powiecie ostrowskim, w gminie Ostrów Mazowiecka. 
Od II wojny światowej do 1954 w granicach Ostrowi Mazowieckiej.
W latach 1975–1998 miejscowość administracyjnie należała do województwa ostrołęckiego.
W czasie II wojny światowej przez Ugniewo przebiegała granica niemiecko-radziecka
Wierni kościoła rzymskokatolickiego należą do parafii Opatrzności Bożej w Ostrowi Mazowieckiej.